# Battaglia di Goliad
La battaglia di Goliad fu combattuta nelle prime ore della mattinata del 10 ottobre 1835, a Presidio La Bahia vicino a Goliad, tra soldati dell'esercito messicano e insorgenti texani. Fu la seconda battaglia della rivoluzione texana.